# Кам'янець-Подільський район (1939—2020)

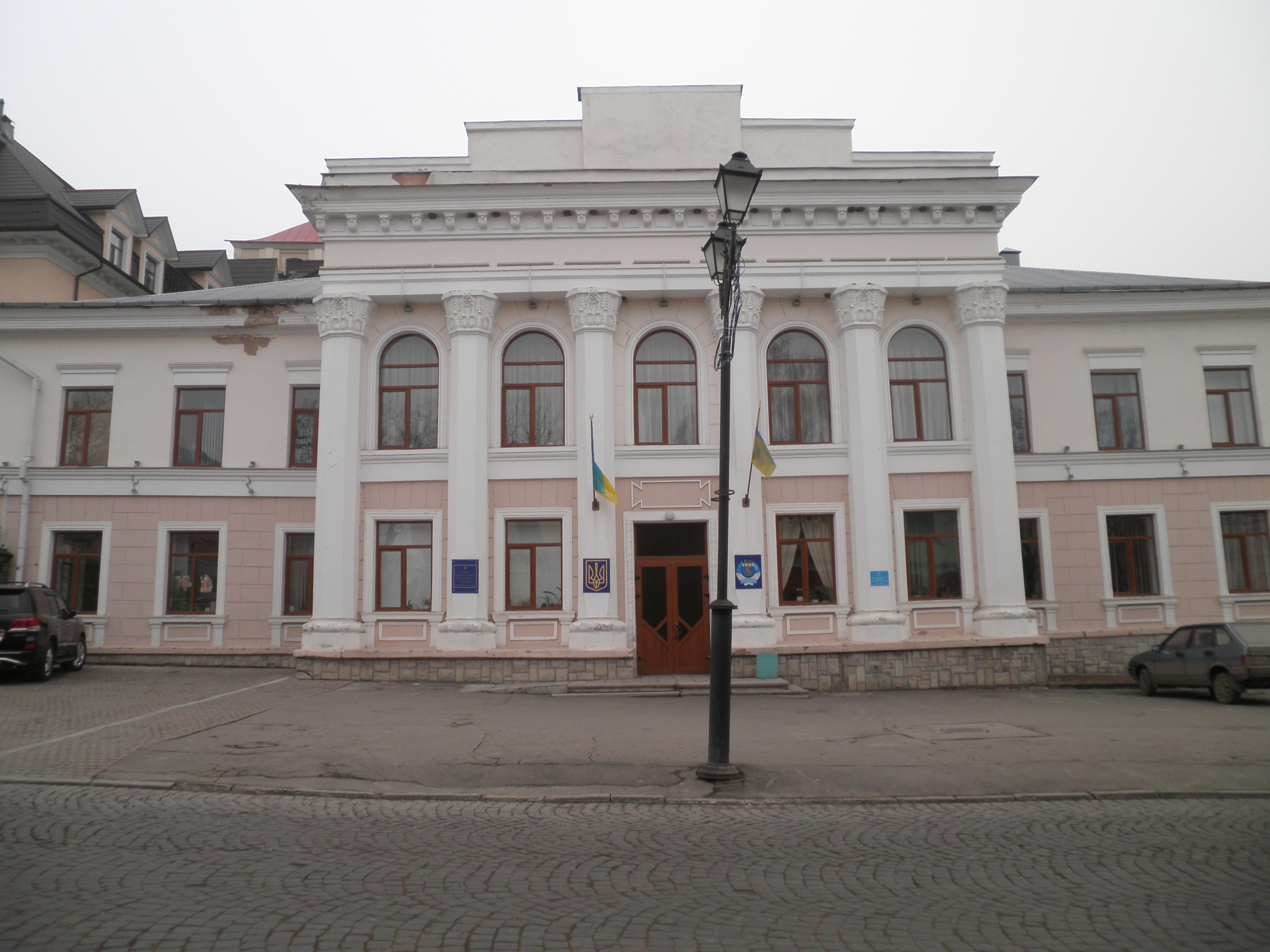
Будівля Кам'янець-Подільської районної державної адміністрації

Кам'яне́ць-Поді́льський райо́н (до 1928 — Довжецький, у 1928—1934 — Кам'янецький, у 1939—1944 — Довжоцький) — колишній район на півдні Хмельницької області. Центр — місто Кам'янець-Подільський.

## Географія
Кам'янець-Подільський район — один з найбільших районів області. З північної частини межує з Чемеровецьким, Дунаєвецьким районами, з східної — з Новоушицьким районом Хмельницької області, з південної — Кельменецьким, Хотинським районами Чернівецької області, з західної — Борщівським районом Тернопільської області.
Станом на 1 січня 2000 року його площа становить 1,54 тис. км² (7,46 % території області) або 153815,5 гектарів, в тому числі сільськогосподарських угідь — 10069,3 га, лісів та лісонасаджень — 24604,7 га. Водний фонд займає 6750 га. Головна водна артерія краю — р. Дністер. Його притоки (передусім це сім значних річок: Збруч, Жванчик, Смотрич, Мукша, Тернава, Студениця, Ушиця) перетинають територію Кам'янець-Подільського району в меридіональному напрямку з півночі на південь. Це рівнинні річки зі змішаним живленням, в якому найбільша частка належить ґрунтовим водам.
В районі нараховується 121 село та одне селище міського типу Стара Ушиця, 42 сільських та одна селищна рада.
Віддаль від адміністративного центру району до міста Хмельницького становить 102 км. З півночі на південь району проходить автомагістраль М20 Житомир — Тереблече через Хмельницький на Бухарест та залізниця Хмельницький — Чернівці.

### Геологія
За геоморфологічними умовами територія Кам'янець-Подільського району є частиною Волино-Подільського плато Південно-Західної, Наддністрянської його частини і є терасовою областю р. Дністер та його приток — Ушиця, Студениця, Тернава, Мукша, Смотрич, Жванчик, Збруч.
Волино-Подільське плато характеризується тим, що у формуванні його рельєфу беруть участь геологічні наверстування дочетвертинного періоду та ерозійна діяльність річок Дністровської системи. Плато становить найбільш підвищену частину території України. В окремих місцях воно піднімається до 350—400 м над рівнем моря.
Рельєф Кам'янець-Подільського району дуже складний. Південна частина району характеризується як найбільш порізана річковими долинами, глибокими балками та ярами. Тут виявлені сильні процеси водної ерозії ґрунтів, внаслідок чого утруднений механізований їх обробіток.
Центральна частина району менш розчленована гідрографічною сіткою ерозійного походження в порівнянні з придністрянською частиною. Річки, які протікають в цій частині характеризуються досить крутими схилами 40-50°. На схилах розвинена ерозія ґрунтів, а також утворені яри та балки.
Північно-східна частина району характеризується товтровим рельєфом Товтри (Медобори) — вали та горби складені вапняками, які утворились з відкладів черепашок молюска-верметуса та вапнякових водоростей. Товтри являють собою окремі підняття (див. фото) — горби або цілі кряжі, що різко виступають над рівнинною поверхнею плато. Вони бувають дуже крутими (с. Вербка), або підносяться у вигляді голих закарстованих скель (с. Китайгород).
У південно-західній частині Придністров'я, в місцях поширення гіпсів, утворились досить великі карстові провалля та печери. Одна з них відкрита в 1968 році при розробці гіпсу біля с. Завалля і названа «Атлантидою». Довжина обстеженої частини 2800 метрів. Печера — горизонтальна, має чотири поверхи на яких розташувалися десятки залів. Ходи ідуть на різних рівнях у двадцятиметровому пласті.

### Корисні копалини
Корисні копалини Кам'янець-Подільського району характеризуються нерудними корисними копалинами, насамперед природні будівельні матеріали. Цьому сприяють як кристалічні породи щита, так і осадові відклади.
Район позбавлений металевих мінеральних ресурсів.
На заході району є декілька родовищ гіпсу (розробляється Кудринецьке). Гіпс придатний для меліорації ґрунтів, будівельних, медичних та інших потреб.
З інших неметалевих корисних копалин в районі є поклади доломітів, трепелу, невеликі прояви флюориту, фосфоритів (промислового значення не мають).
Вапняки поширені по всій території району. Велике значення мають виходи силурійських вапняків в долинах Дністра, Збруча, Жванчика, Смотрича, Тернави, Студениці (видобуток ведеться біля Кам'янця-Подільського, сіл Велика Слобідка, Устя та інші) і потужні відклади неогенових вапняків Товтрової гряди (найбільші кар'єри біля сіл Нігин, Вербка, Привороття, Гуменці). Їх застосовують для випалювання вапна, виробництва щебеню, облицювальних плиток, стінових блоків, цементу (на базі Гуменецького родовита працює потужний Кам'янець-Подільський цементний завод).
Багато родовищ лесів, лесовидних суглинків і глин, на базі яких працює ряд цегельних заводів. Зокрема, виробництво вапнякового каменю Нігинським кар'єром становило у 1999 році 132.5 тис. тонн, борошна вапнякового 0,9 тис. тонн, щебеню будівельного 35,6 тис.тонн. Промисловим підприємством АТВТ «Подільські Товтри» вироблено в минулому році 11,95 тис.тонн вапна будівельного, щебеню будівельного 22 тис. тонн, видобуто 103 тис.тонн карбонатних порід.

## Флора і фауна
Сучасний ґрунтовий покрив району сформувався під впливом ґрунтотворних порід, рельєфу, клімату, рослинного покриву та господарської діяльності людина. Найбільшу площу займають лісостепові опідзолені ґрунти, які об'єднують такі підтипи: ясно-сірі і сірі лісові, темно-сірі і чорноземи опідзолені.
Ґрунтовий покрив району сприятливий для вирощування сільськогосподарських культур лісостепової зони. Значної шкоди родючості ґрунтів завдає водна та вітрова ерозія.
Рослинність представлена понад 1500 видами вищих спорових і насінних рослин, що відносяться до 100 родин і 500 родів. Найчисельнішими серед них є лісові та степові види. Більшу частину лісових ділянок займають листяні ліси — грабово-дубові та дубові. Хвойні займають близько третини лісовкритої площі, зустрічаються також мішані (дубово-соснові) ліси.
Степова рослинність збереглася на схилах Товтрового кряжа і на відшаруваннях вапняків в долинах Дністра. Вона представлена трав'янистими угрупуваннями (ковила волосиста, осока низька, типчак бронзистий тощо).
Тваринний світ представлений лісовими та степовими видами. Тут водяться З 1 1 видів хребетних. Досить поширеними є представники тваринного світу степу — зайці, ящірки, тхори, горностаї, ховрахи, миші, їжаки та інші.
Специфічною є фауна Товтрового кряжа. Тут багато видів плазунів (ящірки, веретінниці, вужі, степова гадюка) жаб, птахів (шпаки, боривітри, галки, одуди, сичі, пугачі, дрозди, серпокрильці).
У водоймах водяться щуки, карасі, судаки, лящі, соми, окуні, севрюга та інші.

## Природно-заповідний фонд

### Національні природні парки
Подільські Товтри (загальнодержавного значення).

### Ботанічні заказники
Довжоцький заказник (загальнодержавного значення), Китайгородський ліс, Лазарево, Мукшанський, На валу, Наддністрянський, Нижні Патринці (загальнодержавного значення), Нігинська товтра, Пановецька дача (загальнодержавного значення), Товтри Садова та Деренова, Товтра Вербецька (загальнодержавного значення), Три горби, Устянський, Чапля (загальнодержавного значення).

### Ентомологічні заказники
Брідок, Павлові криниці.

### Ландшафтні заказники
Кармалюкова Гора (загальнодержавного значення), Княжпільський (загальнодержавного значення), Совий Яр (загальнодержавного значення), Староушицький, Циківський (загальнодержавного значення).

### Ботанічні пам'ятки природи
Алея горіха волоського, Дуб звичайний (Тарасівка), Дуб звичайний (Червона Діброва), Явір.

### Геологічні пам'ятки природи
Голова вітязя, Гора-останець «Бабин писок», Гора «Теремець», Китайгородське відслонення (загальнодержавного значення), Печера Атлантида (загальнодержавного значення), Печера «Малишка-Киянка», Розріз баговицької свити, Розріз баговицької свити (Велика Слобідка), Розріз верхньої частини канилівської серії, Розріз верхів рихтівської свити, Розріз гораївської свити, Розріз гринчукської підсвіти, Розріз канилівської свити (Устя), Розріз канилівської свити (Цвіклівці), Розріз нагорнянської свити, Розріз скальської серії силура, Розріз субочської свити верхнього ордовика, Розріз тернавської свити, Розріз цвиклівської свити малиновецької серії, Скеля «Соколів Камінь», Скеля-останець «Голова велетня», Смотрицький каньйон (загальнодержавного значення).

### Комплексні пам'ятки природи
Врублівецький ліс.

### Парки-пам'ятки садово-паркового мистецтва
Голосківський.

## Історія

### Стародавня історія
Поблизу с. Лука-Врубловецька (сьогодні затоплене Дністровським водосховищем) зафіксована одна з найдавніших стоянок первісних збирачів та мисливців на території України, якій близько 300 тис. років.
У IV—V тис. до н. е. племена, які населяли терени сучасної Кам'янеччини, увійшли в добу неоліту — вони почали займатися землеробством, освоїли ремесла. Поблизу Жванця вченими досліджено селище тих часів. Його мешканці використовували знаряддя праці з кременю, кістки і дерева. З глини сірого кольору ліпили посуд, переважно кульовидної форми.
У IV-ІІІ тис. до н. е. територію Кам'янеччини густою мережею вкрили поселення племен трипільської культури, які прибули в наш край із Подунав'я вже маючи розвинутий землеробсько-скотарський уклад. Вчені дослідили ранньотрипільське поселення біля с. Лука-Врубловецька, обстежили деякі інші селища того часу на теренах Кам'янеччини.
На зміну трипільським племенам у II тис. до н. е. прийшли племена доби бронзи. Характерними археологічними знахідками для цього часу є кам'яні зернотертки, серпи та інші речі, що свідчать про землеробський побут населення. Часто зустрічаються просвердлені кам'яні сокири, рідше — зроблені з бронзи (с. Пудлівці). З прикрас знаходять бронзові шийні гривни, браслети з кінцями, що закручені в спіралі, шпильки.
На початку ранньої залізної доби (VIII ст. до н. е.) через територію Кам'янеччини відбувалися зв'язки між кочовими племенами кімерійців з Північного Причорномор'я і населенням Центральної Європи. Про це свідчать унікальні знахідки: бронзові кінські вудила кімерійського типу, знайдені біля с. Теремці (сьогодні затоплене Дністровським водосховищем) і стилет з Руських Фільварків у Кам'янці-Подільському.
На Кам'янеччині є чимало курганів. Багато з них відносяться до скіфської доби (VII—III ст. до н. е.). Іноді вони сягають 75 м у діаметрі та 3-6 м у висоту. Проте більшість курганів невеликі, до того ж у минулому пошкоджені при різних роботах та пограбовані скарбошукачами.
У скіфську добу на Кам'янеччині, як і на інших землях лісостепового межиріччя Дністра і Дніпра, жили племена, котрі «батько історії» Геродот називав скіфами-орачами. Вчені вважають, що це було місцеве землеробське праслов'янське населення, їх сусідами у Придністров'ї були фракійці, з якими підтримувалися переважно мирні стосунки.
У III ст. до н. е. у Північному Причорномор'ї поселилися племена сарматів. Через деякий час римляни стали називати Сарматією всю Східну Європу. Терени Кам'янеччини перебували в сфері впливу сарматів-язигів, які в кінці І ст. н. е. переселилися в Середнє Подунав'я.
Основним населенням нашого краю на початку нашої ери залишалися слов'яни, а над Дністром мешкали ще й фракійці (їх поселення досліджені археологами біля сіл Гринчук і Велика Слобідка).
В кінці І — II ст. н. е. до нашого краю прибувають групи слов'ян-переселенців з Подніпров'я. В кінці II — на початку III ст. н. е. на Кам'янеччині поширюються пам'ятки черняхівської культури, на формування і розвиток якої великий вплив мали досягнення античної цивілізації.
У II—III ст. германські племена готів вирушили з південного узбережжя Балтійського моря на південний схід. У готських легендах розповідається про те, як вони потрапили до країни Оіюм. Учені вважають, що на мові готів це слово означало «країна долин», тобто Поділля. Місцеві жителі вступили в боротьбу з непроханими гостями і ті були змушені продовжити свою мандрівку на південь. Припускають, що саме на Кам'янеччині — між Жванцем і Великою Слобідкою — готи переправилися через Дністер. В останній було виявлено житло, яке могло бути збудовано готами.
Слов'янське населення Кам'янеччини в першій половині та середині І тис. н. е. займалося землеробством (вирощували жито, пшеницю, просо, горох та інші культури), скотарством і ремеслами. Найважливішим видом ремесла було видобування й обробка чорних металів. Залишки залізоробного виробництва виявлені на поселеннях в Бакоті, Луці-Врубловецькій, Бразі. Наймасовішою ремісничою продукцією був глиняний посуд. Гончарні печі-горни черняхівської культури відкриті в Бакоті та Луці-Врубловецькій.
Визначною пам'яткою першої половини I тисячоліття н. е. є так звані Траянові вали — земляні насипи, що простягалися колись на десятки кілометрів у межиріччях приток Дністра. Ще й сьогодні можна побачити рештки цих споруд між селами Боришківці і Калиня та поблизу Кульчіївців. Проте велетенські вали не змогли спинити навалу племен гунів наприкінці IV — на початку V ст. З тими часами пов'язують виникнення унікального мікротопоніму — одне з урочищ на території сучасного міста Кам'янця-Подільського мало назву Гунські криниці.

### Київська Русь
На Кам'янеччині слов'янські селища черняхівської культури існували протягом всього V ст. (Бакота, Теремці, Сокіл, Устя та ін.). Проте, як вважають вчені, ще в IV ст. починають формуватися великі слов'янські міжплемінні об'єднання антів і склавинів.
Археологи припускають, що основним населенням Кам'янеччини у VI—VII ст. були склавини. їм належать пам'ятки празько-корчакської археологічної культури.
Згодом виникають нові племінні об'єднання слов'ян. Допускають, що у VIII—IX ст. на території краю мешкали племена тиверців (основний ареал їхнього розселення — межиріччя Дністра та Пруту) та східних (білих) хорватів. У X ст. територія сучасної Кам'янеччини увійшла до складу Київської Русі. З цього часу починається інтенсивний розвиток сільського господарства і ремесел (обробка чорних металів, виготовлення речей з бронзи, міді, срібла, золота та різних сплавів, гончарство). Свідченням високої майстерності ремісників в обробці каменю є знахідка невеликої кам'яної іконки Дмитра Солунського (XII—XIII ст.).
Коли Київська Русь вступає в період феодальної роздробленості в Прикарпатті та Подністров'ї виникає Галицьке князівство, яке набуло особливої могутності за князювання Ярослава Осмомисла (1153—1187). Родючі ґрунти, м'який клімат, відносна безпека від кочівників зробили князівство одним з найбагатших на Русі. Однією із найважливіших земель Галицького князівства було Пониззя.
Центр Пониззя — місто Ушиця вперше згадується в літописах у 1144 р. Тоді її захопили вороги галицького князя — кияни. А коли 1159 року претендент на галицький престол князь Іван Берладник, який вирушив на Галич при підтримці 6000 половців, спробував захопити Ушицю і йому це не вдалося, то його похід відразу провалився.
В 1199 р. волинський князь Роман Мстиславич об'єднав у одних руках Волинь і Галичину. Після його смерті об'єднане князівство розпалося. Галичем на деякий час навіть заволоділи угорські феодали. Незалежність Галицького князівства була відновлена князем Мстиславом Удатним. На схилі віку князь Мстислав поселився в одному з міст Пониззя (вчені не виключають можливості, що цим містом могла стати Бакота — новий центр краю).
В 30-х роках XIII ст. син Романа Мстиславича князь Данило Галицький знову об'єднує Волинь і Галичину. Вже наприкінці 1240 — на початку 1241 року його землям довелося зазнати нищівного удару монголо-татарської орди хана Батия. Скориставшись послабленням князівської влади, Галичину захопили бояри. Данило Романович змушений був у 1241 р. послати військовий загін на чолі із своїм «печатником» (канцлером) Кирилом в місто Бакоту, щоб той міг взяти під контроль все Пониззя. Кирило деякий час виконував роль князівського намісника на Пониззі. Пізніше він стане митрополитом Київським і всієї Русі. Після своєї смерті проголошений святим Української православної церкви.
Коли в 1255 році татарський воєначальник Куремса вторгся в Галицько-Волинське князівство, на його бік перейшов намісник Бакоти боярин Милій. Данило Галицький послав на Пониззя свого сина Льва, який привів бунтівного боярина до покори. Але Милій при першій же нагоді знову зрадив князя. Вчені допускають, що у 1259 р. було зруйновано укріплення Бакоти і територія сучасної Кам'янеччини з того часу потрапила під безпосередню владу монголо-татар.

### Литовська доба
1362 року, скориставшись занепадом Золотої Орди, литовський князь Ольгерд завдав татарам нищівної поразки біля Синіх Вод і відвоював у них Подільську землю. Цей благодатний край він надав своїм племінникам — князям Коріатовичам. Спираючись на підтримку подолян, вони почали «оборонять Подольску землю от татар, а баскакам дань платить перестали». Літопис розповідає, що Коріатовичі відбудували місто Бакоту та заснували Кам'янець, який незабаром став новим центром краю. В січні 1374 р. Юрій та Олександр Коріатовичі надали міщанам Кам'янця 200 ланів землі (близько 3500 га) між річками Мукшею і Баговицею.
Подільська земля за Коріатовичів користувалася великою автономією. Восени 1388 р. Костянтин і Федір Коріатовичі вирішили нагородити за вірну службу пана Не-миру, надавши йому на «дідичному праві» місто Бакоту разом із прилеглими селами — Студеницею, Проворотьєм (Подільське), Подтеремцями (Теремці) та ін. Дідичі-землевласники мали широкі можливості дарування, продажу, обміну, наслідування. За це вони були зобов'язані виплачувати по два гроші з заселеного лану, брати участь у походах і підтримувати в доброму стані замкові будівлі.
Навесні 1393 р. великий литовський князь Вітовт вирішив покінчити з проявами самостійної політики Федора Коріатовича та виступив походом на Поділля. Його військо підкорило подільські замки, проте на рубежі XIV—XV ст. край, внаслідок політичних домовленостей, ще декілька разів переходив з рук в руки. Так, з червня 1395 до серпня 1399 р. Західним Поділлям (включаючи Кам'янеччину) «на повних князівських правах» володів краківський воєвода Спитко, а в 1400—1401 pp. — литовський князь Свидригайло. Останній надав близькі до Кам'янця села місцевим католицьким монастирям — францисканському (с. Лісківці, 1400 р.) та домініканському (с. Зубрівка, 1401 p.).
В 1411—1431 pp. Західне Поділля перебувало у складі Великого князівства Литовського. У 1431 р. після смерті великого литовського князя Вітовта ця територія стала об'єктом польсько-литовського конфлікту. Запекла боротьба в Бакотській окрузі привела до такого спустошення, що після перемир'я у вересні 1431 р. замок у Бакоті вирішили не відновлювати.

### Річ Посполита
1434 року юридично оформлено входження Західного Поділля до складу Польського королівства. Згодом утворено Подільське воєводство, у складі якого з'явився Кам'янецький повіт. У документах того часу вперше згадуються села краю. 1431 року — Вербка і Румкушинці (Рункошів), 1436 року — Супрунківці, 1438 року — Княгинин, 1440 року — Голосків, 1442 року — Брага та Ормяни (Великозалісся).
Величезної шкоди краю завдавали часті напади неспокійних сусідів. З опису замків 1494 року відомо, що волохи пограбували село Лясковицю (Збруч). Під час великого татарського нападу в 1516 р. було дощенту спалено Чорнокозинці. А були ще татарські наїзди в роках 1502, 1503, 1507, 1511, 1513, 1518…

### Визвольна боротьба українського народу
Кам'янеччина була однією із найважливіших арен визвольної боротьби українського народу під проводом Богдана Хмельницького. Вже влітку 1648 року тут активно діяли місцеві опришки, якими керували Станіслав Морозенко та Остап Гоголь. На допомогу їм прийшли козаки Максима Кривоноса. Після невдалого штурму Кам'янця-Подільського наприкінці листопада та укладення загального перемир'я повстанці відійшли на схід воєводства, де утворили Подільський полк.
В 1649—1650 рр. подільські опришки активно діяли в Медоборах та в Придністров'ї, чинячи напади на обози польської армії під Кам'янцем. Лише завдяки значній перевазі та несподіваному нападові польським військам вдалося розгромити загін отамана Мудренка.
На початку травня 1651 року 10-тисячна козацька армія на чолі з Д. Лисовцем та І. Богуном розташувалась табором під Зіньківцями. Козаки зайняли Панівці, Кудринці, Чорнокозинці (без замку), Жванець (без замку), багато інших населених пунктів краю та розпочали облогу Кам'янця. Проте одну з найпотужніших фортець Європи взяти штурмом не вдалося і через кілька днів, за наказом Б. Хмельницького, козаки вирушили на з'єднання з головними силами. Ще одна невдала спроба штурму Кам'янця-Подільського була влітку 1652 р., коли козацьким військом командував сам Б. Хмельницький.
Восени 1653 р. Б. Хмельницький з козаками та союзниками-татарами оточив армію польського короля Яна Казимира, штаб якого знаходився у Жванецькому замку. Польське військо, яке потерпало від холоду, голоду і хвороб, несло відчутні втрати, масово втікали жовніри. Лише зрада кримського хана врятувала королівську армію від повного винищення.
В серпні 1655 р. головні сили української армії та російські війська визволили більшість населених пунктів Кам'янеччини, але й цього разу мури міста-фортеці виявилися нездоланними.

### Османська імперія
Наприкінці липня 1672 року до берегів Дністра підійшла більш ніж 150-тисячна армія, очолювана турецьким султаном. Під Жванцем турецькі інженери швидко спорудили дерев'яний міст. У п'ятницю 12 серпня турецькі загони з'явилися під стінами Кам'янця-Подільського. Два тижні тривала героїчна оборона міста, після чого гарнізон погодився на почесну капітуляцію.
У жовтні 1672 р. Річ Посполита була змушена відмовитися від Подільського воєводства на користь Османської імперії. Проте туркам було незатишно в завойованому краї. Вже восени 1672 року загони опришків, керовані І. Кияшком, тривожать їх під Кам'янцем. А в січні 1674 р. у Голосківській долині подільські опришки разом з польськими жовнірами розгромили великий турецький загін. Лише у 1674 р. турки здобули замок у Чорно-козинцях. Двічі польські війська відвойовували Жванець, а козаки не раз з'являлися під Студеницею.
За османськими законами всі колишні власники втратили свої землі на Поділлі. Доходи з сіл Кам'янеччини призначалися турецьким воїнам-сипахам, а зі Студениці й Новосілки (Рихта)- великому візирові Кара Мустафі.

### Гайдамаки і опришківський рух
У серпні 1699 року згідно з умовами Карловицького мирного договору турки покинули Поділля. Відновлення влади Речі Посполитої супроводжувалося наростанням національно-релігійних суперечностей. Тому, коли на Правобережній Україні в 1702—1704 рр. спалахнуло повстання під проводом І. Самуся, С. Палія та А. Абазина, воно знайшло певну підтримку і серед українського населення Кам'янеччини. В другій половині 1702 р. опришки зайняли Китайгород, Ушицю, ряд інших поселень краю.
1704 року під самим Кам'янцем діяли опришки, ватажком яких був Ворона. У 1709 р. на Кам'янеччині з'явилися загони козаків під керівництвом Сави Волошина, 1712 року — загони українського гетьмана Пилипа Орлика. У 30-40-х роках XVIII ст. на Поділлі активно діяли гайдамаки. Восени 1747 р. лише коронні війська змогли розгромити біля Кам'янця-Подільського гайдамацький загін під проводом Клеофаса.
У XVIII ст. напади татар на Кам'янечину майже припинилися. Проте у 1739 і 1769 рр. в околицях Жванця, Гаврилівців та Браги під час російсько-турецьких війн не раз відбувалися бої, зупинялися табором російські війська. 1768 року на Жванець несподівано напали турки й татари і завдали містечкові значної шкоди. Того ж року під стінами Жванецького замку та в інших місцях Кам'янеччини відбулися сутички загонів барських конфедератів з російськими військами.
Найяскравішим виявом антикріпосницької боротьби на Поділлі в 20-30-х роках XIX ст. став на чолі з Устимом Кармалюком (1787—1835). Чимало місць на Кам'янеччині пов'язано з діяльністю народного месника. Його ім'ям народ назвав гору біля Гуменців.

### Російська Імперія
У травні 1792 р. за наказом Катерини II царські війська увійшли на Правобережжя і розташувалися в ряді важливих пунктів, у тому числі й біля Гуменців. Наступного року польський гарнізон Кам'янецької фортеці та місцеве населення склали присягу на вірність цариці. Так Поділля потрапило під владу Російської імперії.
Незабаром було утворено Подільську губернію з центром у Кам'янці-Подільському. Населені пункти краю на захід від річки Тернави та її притоки Гниловодки, включаючи Княжпіль, Фурманівку, Врублівці та інші, увійшли до складу Кам'янецького повіту, а населені пункти на схід від них — до Ушицького.
Більша частина селян Кам'янеччини до 1861 року були кріпаками. Протестуючи проти важкого гніту, селяни відмовлялися працювати на панщині, вчиняли підпали панського добра, знищували посіви, втікали в Молдавію або ж на Херсонщину.
Перед загрозою селянського бунту цар Олександр II скасував кріпосне право. Царський маніфест був прочитаний в кафедральному соборі в Кам'янці-Подільському 13 березня 1861 р., а пізніше і по сільських церквах краю.
Реформа 1861 р. виявилася для селян грабіжницькою і несправедливою. Високі викупні платежі і позбавлення значної частини землі викликали нові селянські виступи. В червні 1862 р. заворушення в с. Ріпинці було придушене військами. Під час польського визвольного повстання 1863—1864 рр., вирішивши зіграти на протиріччях між поміщиками-поляками і селянами-українцями, цар видав указ, за яким тимчасово зобов'язані селяни (колишні кріпаки) Правобережної України з 1 вересня 1863 р. зараховувалися до стану селян-власників і вносили викупну плату в казну.
За переписом населення 1897 року Кам'янеччина була найбільш густо заселеною територією в Російській імперії — 105 осіб на одну квадратну версту. У середньому на селянський двір припадало лише 2,5 десятини землі. Це був найнижчий показник по Україні.

### Революція, Перша світова війна, УНР, Директорія
Під час революції 1905—1907 рр. аграрний рух охопив Довжоцьку, Орининську, Рихтецьку волості. В Островчанах, Голоскові, Кептинцях та інших селах відбувалися селянські страйки. Для придушення селянських заворушень наприкінці 1905 — на початку 1906 року були направлені регулярні війська.
Серед селянства поширювалися газети і листівки, які закликали до боротьби з царизмом. Через Чорнокозинці відбувалося транспортування революційної літератури з-за кордону. В с. Боришківці активну агітаційну роботу вели Леонтій Повержук та Іван Циганюк. У багатьох селах діяли організації створеного есерами Селянського союзу. В березні 1906 року на виборах до І Державної Думи переміг селянин з с. Руда П. М. Михайленко. Він підтримав законопроєкт трудовиків, який передбачав ліквідацію поміщицької земельної власності.
Від самого початку Першої світової війни Кам'янеччина постійно знаходилася у прифронтовій зоні. 3-6 серпня 1914 р. західна частина краю, включаючи Кам'янець-Подільський, була окупована австро-угорськими військами. У зв'язку з погіршенням становища на фронті в червні 1915 р. та влітку 1916 р. віддавалися накази про евакуацію людей і майна, нищення врожаю. До російської армії у 1914—1917 рр. було мобілізовано половину всього працездатного чоловічого населення краю. Для потреб фронту у селян реквізували більше третини коней та робочої худоби.
Лютнева революція 1917 року дала народам Російської імперії довгоочікувану волю. На Кам'янеччині виникає двовладдя: з одного боку — уповноважені Тимчасового уряду, рада громадських організацій, з іншого — рада робітничих і солдатських депутатів, підтримана солдатами 3-го Кавказького і 12-го армійського корпусів. На селі знову спалахнули аграрні заворушення, восени вони супроводжувалися погромами поміщицьких маєтків.
У січні 1918 р. збільшовичені солдати захопили владу у Кам'янці-Подільському. Проте радянська влада на Кам'янеччині цього разу проіснувала недовго.
Помітний слід в революційній історії Поділля залишив уродженець с. Жванець Григорій Калістратович Степура (1881—1944), відомий адвокат і публіцист («Жванченко-Подністряк»), автор ненадрукованої праці «Історія села Жванець». Навесні 1917 р. він очолив міліцію Кам'янецького повіту, у вересні Подільською Радою об'єднаних громадських організацій обраний помічником губернського комісара; з 9 листопада — губернський комісар. Єдиним верховним органом влади в Україні визнавав Центральну Раду. Після проголошення Української Народної Республіки звернувся до населення краю з закликом дотримуватися закону і порядку. Коли на прохання Центральної Ради австро-угорські війська розпочали наступ і більшовицькі формування відійшли, 28 лютого 1918 р. губкомісар Г. Степура повернувся до Кам'янця-Подільського. На початку квітня 1918 р. його призначили губкомісаром Слобідської України. Після гетьманського перевороту повернувся в Жванець, де зайняв посаду мирового судді. В листопаді 1918 р. очолював загони повсталих подолян. З 19 листопада 1918 р. по червень 1919 р. знову працював на посаді Подільського губернського комісара.
Захоплення влади в Україні гетьманом П. Скоропадським викликало обурення селян Кам'янеччини. Свій протест вони висловлювали на сходах в селах Гаврилівці, Велика Мікша (Велика Слобідка), Нижні Панівці, Геленівка (Оленівка) та інших. У с. Янчинці (Колибаївка) поширював заклики до повстання селянин І. Лозинський. У травні-липні 1918 р. відбулися заворушення у с. Врублівці: селяни відмовлялися повернути взяті речі з панського маєтку, випасали худобу на поміщицьких посівах, самовільно розбирали будинки в економії, виганяли з фільварків службовців.
У багатьох селах краю відбувалися сутички з австро-угорськими військами та гетьманською вартою. Селяни Кам'янеччини брали активну участь в антигетьманському повстанні в листопаді 1918 р.
У 1919—1920 рр. влада на Кам'янеччині змінювалася неодноразово: 16-17 липня 1919 р. за домовленістю з керівництвом УНР через р. Збруч перейшла Українська Галицька Армія. Її частини на деякий час розташувалися в селах Вербка, Безнісківці (Абрикосівка), Цівківці, Ходорівці, Янчинці, Кульчіївці, Баговиця, Станіславівка…
Жителі краю в цілому підтримували Директорію УНР, на її заклик допомогти війську зібрали чимало білизни, грошей, зброї, збіжжя, борошна, картоплі. Проте мобілізація до української армії стикалася зі значними труднощами — селяни не хотіли відриватися від землі. У той же час молодь с. Привороття гуртом записалася до повстанського куреня Пашпура, а громада с. Калачківці вирішила, що всі чоловіки віком 20-30 років мають піти до війська УНР по мобілізації, причому обов'язково зі зброєю та 120 набоями для кожного.
В листопаді 1919 р. на Кам'янеччину вступили польські війська. І хоча в краї продовжували діяти українські державні установи, проте жовніри чинили тут справжнє свавілля: здійснювали захоплення шкільних будинків, реквізиції різноманітного майна, а 30 грудня польський загін увійшов в с. Кульчіївці та розстріляв дев'ять селян — активних учасників аграрного руху.

### Радянська влада
З липня по вересень 1920 р. жителі Кам'янеччини повною мірою пізнали радянську політику в дії — майже весь зібраний врожай держава забрала по «продрозкладці». У листопаді 1920 р. радянська влада в краї утвердилася остаточно. Були утворені повітовий, волосні і сільські революційні комітети. У боротьбі з «класовими ворогами» велика роль відводилася комітетам незаможних селян (КНС). В період проведення «нової економічної політики» у 1921—1928 рр. почалося повільне, але неухильне піднесення господарства і рівня життя краян.

### Новітня історія
7 березня 1923 р. — у зв'язку з тим, що в Україні було ліквідовано повіти та волості, створена Кам'янецька округа. Губернії ліквідовані з 1 серпня 1925 року, зокрема Подільську.
Новостворена Кам'янецька округа поділялась на 17 районів. Серед них Довжецький, Жванецький, Китай-Городський, Маківський, Орининський, Смотричеський, Старо-Ушицький райони — території, яких у наш час входять до складу сучасного Кам'янець-Подільського району і не є сьогодні окремими адміністративними одиницями.
На основі цих семи районів у ході постійних адміністративно-територіальний перетасувань в часи СРСР і народився сучасний Кам'янець-Подільський район.
Оскільки основою, навколо якого робилися ці перетасування, був Довжецький район, створений 7 березня 1923 року, то логічно відлік історії сучасного Кам'янець-Подільського району вести саме від Довжецького району, до первісного складу якого ввійшли повністю території Довжоцької та Рихтівської волостей, більша частина Баговицької, кілька сіл Орининської волостей.
4 грудня 1928 р. — Довжецький (Довжоцький) район значно зріс, поглинувши Жванецький і частину Маківського районів. До того ж, тією самою постановою Президії ВУЦВК Довжецький район вперше було перейменовано на Кам'янецький і центр його з села Довжок перенесено до міста Кам'янець-Подільського.
31 липня 1934 р. — Кам'янецький район знову територіально зростає: до його складу передано 19 сільських рад Староушицького району.
25 грудня 1934 р. — Кам'янецький район ліквідовують, а його територію та районні установи підпорядковують Кам'янець-Подільській міській раді.
28 червня 1939 р. — Президія Верховної Ради УРСР відновила Довжоцький район з центром у с. Довжок.
10 липня 1944 р. — район удруге і вже остаточно набуває сучасної назви — Кам'янець-Подільський район. Відтоді і місто Кам'янець-Подільський стає його незмінним центром. А територія району формувалася ще упродовж 21 року.
1946 р. — у зв'язку з перейменуванням населених пунктів з мапи району зникають славні історичні назви — Великі Вірмени, Малі Вірмени, Вірменські Хутори, Татариски.
23 вересня 1959 р. — до Кам'янець-Подільського району було включено частини території ліквідованих, в результаті чергового укрупнення районів в Україні, Орининського і Староушицького районів.
7 січня 1963 р. — ще одне невелике укрупнення Кам'янець-Подільського району.
4 січня 1965 р. — остаточно сформовано сучасну територію Кам'янець-Подільського району Указом Президії Верховної Ради УРСР. Відтоді територія району залишається незмінною.
1981 р. — під водами Дністровського водосховища зникли ряд історичних населених пунктів. Серед них — давня столиця краю Бакота, славне колишнє містечко Студениця. Лиха доля бути «вилученою з облікових даних» спіткала й Луку-Врубловецьку, де було виявлено одну з найдавніших в Україні стоянку первісних людей.
1990–1996 рр. — у зв'язку з розукрупненням восьми сільських рад, відновлено Подільську, Думанівську, Княжпільську, Заліську Другу, Нефедівську, Пановецьку, Абрикосівську, Зіньковецьку, утворено Кам'янську сільські ради.

## Адміністративно-територіальний устрій
З початком 2015 року було створено та схвалено перспективний план децентралізації району. Зараз на території району утворилося три об'єднані громади — Гуменецька, до складу якої увійшов 21 населений пункт, Колибаївська, до складу якої увійшло 7 сіл, та Китайгородська, до складу якої увійшло 13 сіл.
Перспективний план Кам'янець-Подільської територіальної громади має складатись з сіл: Цибулівка, Кам'янка, Зіньківці, Смотрич, Мукша-Китайгородська та Кам'янця-Подільського. Також перспективними є селами що можуть увійти до складу громади Лисогірка, Слобідка-Гуменецька, Голосків, Довжок, Пудлівці, Зубрівка, Панівці.

## Економіка

### Промисловість
На території району діє 16 промислових і комунальних підприємств, 60 сільськогосподарських, 52 фермерських, 92 малих підприємств, 894 підприємці.
За 1999 рік промисловими підприємствами району вироблено продукції у порівняльних цінах на 01.01.1999 р. на суму 109 млн. 598,9 тис. гривень, що на 26,6 % більше в порівнянні до минулого року.
Основними промисловими підприємствами є ВАТ «Подільський цемент», ВАТ «Адамс», державне підприємство «Хмельницькспирт».
Зокрема, цементний завод, теперішнє AT «Подільський цемент», будівництво проводилось з 1966 року, перша технологічна лінія потужністю 600 тис.тонн цементу. Будівництво підприємства було завершено з пуском шостої технологічної лінії, загальна проєктна потужність понад 3 млн. 700 тис. тонн цементу. Основними споживачами цементу є Вінницька, Хмельницька, Київська, Дніпропетровська, Запорізька, Одеська та інші області України. З нього побудовані: Київська ГЕС, Чорнобильська АЕС, друга черга ДніпроГЕСу, домна № 9 і стан 3600 в м. Кривий Ріг, Запорізька та Південно-Українська АЕС та багато інших об'єктів промислового, сільськогосподарського та соціального призначення. По виробництву і продажу на ринку цементу ВАТ «Подільський цемент» посідає друге місце серед заводів в Україні. Нині на підприємстві працює близько 1.5 тис. робітників. Понад 6 тис. акціонерів є власниками майна підприємства.
Колектив заводу працює над освоєнням ринків, поставляє цемент та клінкер у Польщу, Угорщину, Ірландію. Подільський цемент славиться своєю якістю. Його продукцію атестовано за європейськими, польськими, українськими стандартами якості.
Серед великих промислових підприємств, що займаються переробкою сільськогосподарської продукції є ВАТ «Адамс», який створено на базі Кам'янець-Подільського консервного заводу 10 вересня 1994 року. Проєктна потужність підприємства − 80 млн умовних банок на рік.
Підприємство спеціалізується на виготовлені плодоовочевих консервів, фруктових соків, лакування та літографія бляхи; виготовлення жерстяної тари для консервів; механізоване збирання зеленого горошку, транспортні послуги
Вироблена продукція відповідає світовим стандартам, якості. Рішенням асоціації ділових ініціатив за високу якість виготовленої продукції на заводі, президенту ВАТ «Адамс» А. Яхієву в Мадриді двічі вручено Золоту Зірку якості.
Основними постачальниками сировини для виробництва консервів є сільськогосподарські підприємства Хмельницької області.
Одним із найстарших промислових підприємств району є Довжоцький спиртовий завод (нині обласне державне об'єднання спиртової та лікеро-горілчаної промисловості «Хмельницькспирт», директор Лавров Олександр Іванович), збудований у 1896 році на кошти княгині Хілкової. Потужність становила 120 відер спирту сирцю за добу. Основною сировиною було зерно. Згодом була впроваджена мелясна схема і завод став працювати на двох видах сировини з продуктивністю 1000 декалітрів спирту на добу. В 1996 р. проведено газифікацію підприємства, що дало можливість налагодити випуск ректифікованого етилового спирту, дріжджів пекарських. В 1999 році освоєно випуск нового виду продукції високооктанової кисневмісної добавки до бензинів (ВИД).
Потужність підприємства — це щорічний випуск 852.5 тис. декалітрів високоякісного етилового спирту, 2600 тонн хлібопекарських дріжджів, 963 т зрідженої вуглекислоти, 1500 тонн високооктанової кисневмісної добавки до бензинів (ВИД).

### Сільське господарство
В аграрному секторі району діє 60 сільськогосподарських підприємств всіх форм власності, серед них: товариств з обмеженою відповідальністю — 11 (18,3 %);
сільськогосподарських кооперативів — 33 (55,0 %), агрофірм, приватних, селянсько-фермерських та інших підприємств — 13 (21,6 %), радгоспів — 2,
учгосп Подільської державної аграрно-технічної академії — 1.
За 1999 рік підприємствами аграрного сектора вироблено сільськогосподарської продукції в порівняльних цінах (1996 р.) на загальну суму 33,19 млн грн., в тому числі рослинницької продукції — 25,05 млн. (66,4 %), тваринницької — 11,06 млн. (33.3 %). Зернові та зернобобові культури вирощувались на плоді 31716 га, з кожного гектара посіву отримано по 30,3 ц. зерна. Найвищих урожаїв зернових досягнуто в сільськогосподарському кооперативі ім. Шевченка с. Ходоровці (53,7 ц), в сільськогосподарському товаристві з обмеженою відповідальністю «Мрія» с. Сокіл (48,3 ц), селянській спілці «Незалежність» с. Жванець (47,3 ц) з кожного гектара посіву.
Посіви цукрових буряків у районі займали площу 4716 га. Високі урожаї цукрових буряків отримано в сільськогосподарському товаристві «Мрія» с. Сокіл (339 ц), селянській спілці «Незалежність» с. Жванець (298 ц), кооперативі ім. Шевченка с. Ходоровці (275 ц) з гектара та інші.
Хлібороби району займаються вирощуванням соняшнику, овочів, фруктів. Реалізація соняшнику у 1999 році збільшилась на 2,8 %, овочів, фруктів — відповідно на 11,4 %, 18 % у порівнянні до 1998 року.
В цілому по району протягом минулого року сіль господарськими підприємствами, по всіх каналах реалізації, продано зерна 37071 т, цукрових буряків — 74185 т, картоплі — 186 т, фруктів — 465 т, насіння соняшнику — 1594 т.
В районі розвинута така важлива галузь сільського виробництва, як тваринництво, зокрема скотарство, свинарство, птахівництво. Аграрними підприємствами вироблено за 1999 рік 28567 ц. м'яса, 142940 ц. молока, 15345 тис. штук яєць. Протягом минулого року підвищилась продуктивність корів на 275 кг і становить 221 1 кг молока від корови Найвищі надої молока від корови отримали в товариствах «іскра» с. Голосків (4717 кг), «Мрія» с Сокіл (4700 кг).
Несучість курей збільшилась на 9 % і становить 243 штук яєць.
В порівнянні з 1998 р. реалізація молока збільшилась на 115 тонн (2 %), м'яса на 491 тонну (8 %), яєць на 279 тис. штук (18 %).
Одними із найкращих сільськогосподарських підприємств у районі є товариство з обмеженою відповідальністю «Мрія» с. Сокіл, «Іскра» с. Голосків, сільськогосподарські кооперативи «Зоря» с. Подільське, «Незалежність» с. Жванець, ім. Шевченка с. Ходоров*іі, приватне підприємство «Комунар» с. Китайгород та інші.
Серед спеціалізованих сільськогосподарських підприємств по виробництву яєць є закрите акціонерне товариство Агрофірма «Авіс». На даному підприємстві щорічно вирощується 100 тис. молодняка курей, виробництво яєць становить 15 млн штук, м'яса −1000 ц.
Продукція, що виробляється на даному підприємстві екологічно чиста, відповідає міжнародним стандартам якості, має український «Знак довіри матері і дитини». Дане підприємство спеціалізується на виробництві продовольчого яйця, переробці м'яса, виробництві консервів і яєчного порошку. На даному підприємстві запроваджена безвідходна технологія, з цією метою споруджений за кошти підприємств завод «Екогран», який виготовляє гранульовані органо-мінеральні добрива.

## Населення
Розподіл населення за віком та статтю (2001):
| Стать | Всього | До 15 років | 15-24 | 25-44 | 45-64  | 65-85 | Понад 85 |
| --- | ------ | ----------- | ----- | ----- | ------ | ----- | -------- |
| Чоловіки | 33 887 | 6222        | 4097  | 9705  | 8830   | 4821  | 212      |
| Жінки | 41 613 | 5894        | 4064  | 9565  | 11 077 | 9966  | 1047     |
| \| Статево-вікова піраміда \| Статево-вікова піраміда \| Статево-вікова піраміда \| \| ----------------------- \| ----------------------- \| ----------------------- \| \| Чоловіки \| Вік \| Жінки \| \| 212 \| 85 + \| 1047 \| \| 377 \| 80-84 \| 1407 \| \| 1018 \| 75-79 \| 2537 \| \| 1688 \| 70-74 \| 3381 \| \| 1738 \| 65-69 \| 2641 \| \| 2570 \| 60-64 \| 3846 \| \| 1616 \| 55-59 \| 2284 \| \| 2214 \| 50-54 \| 2408 \| \| 2430 \| 45-49 \| 2539 \| \| 2661 \| 40-44 \| 2673 \| \| 2488 \| 35-39 \| 2527 \| \| 2250 \| 30-34 \| 2145 \| \| 2306 \| 25-29 \| 2220 \| \| 2060 \| 20-24 \| 2070 \| \| 2037 \| 15-20 \| 1994 \| \| 2520 \| 10-14 \| 2351 \| \| 2055 \| 5-9 \| 2030 \| \| 1647 \| 0-4 \| 1513 \| |        |             |       |       |        |       |          |
| Статево-вікова піраміда |        |             |       |       |        |       |          |
| Чоловіки | Вік    | Жінки       |       |       |        |       |          |
| 212 | 85 +   | 1047        |       |       |        |       |          |
| 377 | 80-84  | 1407        |       |       |        |       |          |
| 1018 | 75-79  | 2537        |       |       |        |       |          |
| 1688 | 70-74  | 3381        |       |       |        |       |          |
| 1738 | 65-69  | 2641        |       |       |        |       |          |
| 2570 | 60-64  | 3846        |       |       |        |       |          |
| 1616 | 55-59  | 2284        |       |       |        |       |          |
| 2214 | 50-54  | 2408        |       |       |        |       |          |
| 2430 | 45-49  | 2539        |       |       |        |       |          |
| 2661 | 40-44  | 2673        |       |       |        |       |          |
| 2488 | 35-39  | 2527        |       |       |        |       |          |
| 2250 | 30-34  | 2145        |       |       |        |       |          |
| 2306 | 25-29  | 2220        |       |       |        |       |          |
| 2060 | 20-24  | 2070        |       |       |        |       |          |
| 2037 | 15-20  | 1994        |       |       |        |       |          |
| 2520 | 10-14  | 2351        |       |       |        |       |          |
| 2055 | 5-9    | 2030        |       |       |        |       |          |
| 1647 | 0-4    | 1513        |       |       |        |       |          |

Національний склад населення за даними перепису 2001 року:
| Національність | Кількість осіб | Відсоток |
| -------------- | -------------- | -------- |
| українці       | 74099          | 98,14 %  |
| росіяни        | 911            | 1,21 %   |
| поляки         | 171            | 0,23 %   |
| молдовани      | 98             | 0,13 %   |
| білоруси       | 71             | 0,09 %   |
| інші           | 156            | 0,21 %   |

Мовний склад населення за даними перепису 2001 року:
| Мова       | Кількість осіб | Відсоток |
| ---------- | -------------- | -------- |
| українська | 74441          | 98,59 %  |
| російська  | 900            | 1,19 %   |
| молдовська | 47             | 0,06 %   |
| білоруська | 37             | 0,05 %   |
| вірменська | 19             | 0,03 %   |
| інші       | 62             | 0,08 %   |

## Політика
25 травня 2014 року відбулися Президентські вибори України. У межах Кам'янець-Подільського району було створено 114 виборчих дільниць. Явка на виборах складала — 68,22 % (проголосували 39 138 із 57 373 виборців). Найбільшу кількість голосів отримав Петро Порошенко — 54,90 % (21 485 виборців); Юлія Тимошенко — 21,72 % (8 499 виборців), Олег Ляшко — 10,70 % (4 189 виборців), Анатолій Гриценко — 3,30 % (1 293 виборців). Решта кандидатів набрали меншу кількість голосів. Кількість недійсних або зіпсованих бюлетенів — 1,06 %. 

## Пам'ятки
У Кам'янець-Подільському районі Хмельницької області згідно з даними управління культури, туризму і курортів Хмельницької облдержадміністрації перебуває 118 пам'яток історії. 113 з них увічнюють пам'ять радянських воїнів у радянсько-німецькій війни, одна з пам'яток, у с. Вербка, увічнює також пам'ять жертв політичних репресій та голодомору.
У Кам'янець-Подільському районі Хмельницької області згідно з даними управління культури, туризму і курортів Хмельницької облдержадміністрації перебуває 5 пам'яток архітектури.